# Хайме (герцог Сеговії)
Інфант Хайме Іспанський (Хайме Леопольдо Ісабеліно Енріке Альберто Алехандро Альфонсо Віктор Амасіо Педро Пабло Марія де Бурбон і Баттенберг) (ісп. Jaime de Borbon y Battenberg, фр. Jacques-Henri de Bourbon; 23 червня 1908 — 20 березня 1975) — герцог Анжуйський, другий син Альфонсо XIII (1886—1941), короля Іспанії (1886—1931), та принцеси Вікторії Євгенії Баттенберзької (1887—1969).

## Біографія
Народився 23 червня 1908 року в королівському палаці Ла-Гранха в провінції Сеговія. У дитинстві (1912) переніс операцію на вухо (мастоїдит), внаслідок чого втратив слух. Надалі він навчився читати по губах.
23 червня 1933 року інфант Хайме відмовився від своїх прав на іспанський престол за себе та своїх нащадків. Тоді ж батько Альфонсо XIII подарував йому титул герцога Сеговії.
28 лютого 1941 року після смерті свого батька Альфонсо Хайме де Бурбон проголосив себе старшим спадкоємцем будинку Капетингів, спадкоємцем французького трону та головою Будинку Бурбонів. Потім він прийняв титул Анжуйського герцога і став, на думку французьких легітимистів, претендентом на французький престол. Більшість французьких легітимистів вважало його Генріхом VI, а меншість — Яковом II. Сам Хайме після 1957 підписував всі документи під ім'ям Жак Анрі.
В 1921 Хайме став кавалером Ордену Золотого руна. У 1925 році батько нагородив його Орденом Карлоса III з ланцюгом і великим хрестом Ордену Ізабелли Католицької. 1931 року принц отримав ланцюг Ордена Ізабелли Католицької.

## Шлюб та діти
4 березня 1935 року в Римі одружився з віконтесою Вікторією Жанеєю Жозефіною П'єрі Еммануель де Дамп'єр (8 листопада 1913, Рим — 3 травня 2012, Рим), дочкою французького дворянина Роже де Дамп'єра (1892—1975), 2-го Нуово і віконт де Дамп'єра, і італійської дворянки Донни Вітторії Русполі (1892—1892), дочки Еммануеля Русполі, 1-го принца Поджо Суаза, і американки англійського походження Жозефіни Марії Кертіс. 
Подружжя мало двох синів: Альфонсо (20 квітня 1936 — 30 січня 1989), герцог Анжуйський та Кадіський Гонсало (5 червня 1937 — 27 травня 2000), герцог Аквітанський 4 травня 1947 року Дон Хайме та Еммануель де Дамп'єр були розлучені в Бухаресті. Італійський суд визнав розлучення у 1949 році, а іспанський суд ніколи не визнавав. 
3 серпня 1949 року в Інсбруку Дон Хайме одружився зі співачкою Шарлоттою Луїзою Августою Тідеман (2 січня 1919, Кенігсберг — 3 липня 1979, Берлін), дочкою Отто Євгена Тідемана та Луїзи Клейн. Незважаючи на цей шлюб, римсько-католицька церква та французькі легітимісти завжди визнають Еммануель де Дамп'єр єдиною дружиною Дона Хайме. Де Дамп'єр 21 листопада 1949 року у Відні пошлюбила Антоніо Соццані (12 липня 1918 — 6 січня 2007), сина Чазаре Соццані та Крістіни Алемані.

## Зречення
6 грудня 1949 року Хайме відмовився від свого зречення від іспанського королівського трона. 3 травня 1964 він прийняв титул герцога Мадридського як лідер частини карлістів. Легітимісти з карлістів, які не підтримували Бурбон-Пармський будинок після смерті в 1931 Альфонсо Карлоса, герцога Сан-Хайме, визнавали його як короля Іспанії Хайме IV.
19 липня 1969 року Хайме за клопотанням свого старшого сина Альфонсо де Бурбона остаточно відмовився від претензій на іспанський престол на користь свого племінника Хуана Карлоса, майбутнього короля Іспанії.
Хайме помер у шпиталі Санкт-Галлена у Швейцарії 20 березня 1975 року. Похований у Королівському монастирі Ескоріал на околицях Мадрида.